# Дом И. М. Грибкова
Дом И. М. Грибкова — памятник градостроительства и архитектуры в историческом центре Нижнего Новгорода. Построен в 1882—1900 годах.
Здание является ценным образцом архитектуры нижегородского модерна. Имеет большое значение в формировании исторической застройки Верхне-Волжской набережной.

## История
Территория, где в будущем расположилось здание, находится в центральной части Нижнего Новгорода, примыкая к склону Волжского откоса. Участок исторически входил в состав Верхнего Посада, в границах укреплений средневекового Малого острога.
В XIX веке территория претерпела существенные градостроительные изменения, начавшиеся после посещения города императором Николаем I. В 1835 году был утверждён проект верхней набережной Волги, разработанный архитектором И. Е. Ефимовым и инженером П. Д. Готманом. К началу 1840-х годов спрямлена и укреплена часть береговой бровки, овраги засыпаны, устроено дорожное полотно, частично мощёное булыжником. По фиксационному плану 1859 года, на территории участка находилось девять домовладений. Каменные строения усадеб фиксировали красную линию улицы Жуковской (сегодня — Минина), а на набережную выходили сады и огороды.
Застройка на участке появилась в течение XX века. В списке домовладений на 1900 год, участок земли значился под № 18 и принадлежал нижегородскому купцу второй гильдии Ивану Михайловичу Грибкову. Дом на усадьбе Грибкова был возведён в несколько этапов. В 1882 году был составлен «План и фасад на постройку дома и служб И. М. Грибкову», по которому началось строительство главного дома и здания служб. Дом проектировался двухэтажным, с цокольным этажом. К дворовому фасаду примыкал объём лестничного блока. В северной части главного фасада располагался проезд во двор. С южной стороны было выстроено одноэтажное кирпичное здание служб.
Вторым этапом стало возведение флигеля восточнее главного дома, что указано на чертеже 1884 года. Прямоугольный в плане флигель выполнен из кирпича, с западным фасадом в пять окон. Восточная стена флигеля фиксировала восточную границу участка усадьбы. Третий этап заключался в надстройке здания служб вторым этажом в 1886 году.
Заключающий этап строительной истории усадьбы начался в 1891 году и окончен в 1900 году. Главный дом был перестроен. В западной части проезд заменён на антресольный этаж, восточная часть второго этажа дополнена прямоугольным эркером, изменены формы аттиков. В концу XIX века на территории усадьбы располагались четыре здания и сад.
В XX веке у главного дома утрачен объём лестничного блока, утрачены первоначальные заполнения окон. Здание служб надстроено третьим этажом, часть окон заложена. Между главным домом и флигелем был выстроен кирпичный объём-вставка с восточной стороны участка. В итоге главный дом, флигель и здания служб представляют собой единый П-образный в плане кирпичный объём. Сад утрачен.
В начале XX века усадьба была выкуплена выстроенной рядом больницей Красного Креста, а строения использовались, как корпуса госпиталя.